# Martin L. Perl
Martin Lewis Perl, född 24 juni 1927 i Brooklyn i New York, död 30 september 2014 i Palo Alto i Kalifornien, var en amerikansk nobelpristagare i fysik 1995. Perl fick priset för banbrytande experimentella insatser inom leptonfysiken, speciellt för upptäckten av tauonen. Han delade priset med sin landsman Frederick Reines.
Perl tog en examen i chemical engineering vid Polytechnic Institute i Brooklyn 1948. Därefter växlade han över till fysik och tog en doktorsexamen vid Columbia University 1955. Han var professor vid Stanford Linear Accelerator Center i Kalifornien.
Perl upptäckte tauonen, som är en tyngre släkting till elektronen. Upptäckten innebar det första tecknet på att en tredje "familj" av fundamentala partiklar existerade. Existensen av den tredje familjen har stor betydelse för fysikernas tilltro till dagens teoretiska modell, den så kallade standardmodellen. 
Utan den tredje familjen skulle modellen ha varit ofullständig.